# ليتل آرشي
ليتل آرشي (بالإنجليزية: Little Archie)‏ هو مغني أمريكي، ولد في 22 سبتمبر 1942، وتوفي في 19 مارس 2011.

## وصلات خارجية
- ليتل آرشي على موقع ميوزك برينز (الإنجليزية)
- ليتل آرشي على موقع ديسكوغز (الإنجليزية)